# Poganovci
Poganovci su selo u općini Podgorač, u Slavoniji, smješteno između Osijeka i Našica, te u neposrednoj blizini gradova Đakova i Valpova.

## Povijest
Sadašnje naselje nastalo je nakon oslobađanja od Turaka početkom 18. stoljeća. Nalazi srednjovjekovnog novca, preživljavanje predturskih toponima, te gradina u šumi (Krndija) potvrđuju međutim kako je kontinuitet života na užem području sela znatno duži. Nakon uspostavljanja civilne uprave u Slavoniji 1745. godine Poganovci potpadaju pod upravu valpovačkog vlastelinstva, grofova Hilleprand – Prandau, odnosno nakon izumiranja obitelji 1885. grofova Normann-Ehrenfels. Nakon ukidanja kmetstva 1848. – 49. godine seljani dobivaju oranice, no ne i okolne kvalitetne, djelom hrastove šume koje ostaju pod upravom vlastelinstva.
Upravo zbog šumskog bogatstva Poganovci postaju značajnim centrom unutar gospodarstva valpovačkog vlastelinstva, te se u njemu podiže ciglana, parna pilana, a naposljetku i prizemni lovački dvor, dio kojega i danas postoji.  Nakon 1945. godine šume prelaze u državno vlasništvo.
Jezgru sadašnjeg stanovništva Poganovaca, te obližnjih Budimaca, čine dvije naseljeničke struje s početka 18. stoljeća – jedna iz Baranje i šireg područja Mađarske (porodice Balatinac, Prekodravac, Viljanac, Koronsovac, itd.), a druga iz Bosne (Branković, Bugarinović, Damjanović, Lazić, Milošević, Stanivuković, Zdjelarević, Živković, Đurašinović, itd.).  Nakon stradavanja sela u Drugom svjetskom ratu u selo se četrdesetih i pedesetih godina kolonizira niz ličkih, banijskih porodica (Bulat, Čugalj, Metikoš, Vukšić), a pojedine porodice se iz ranih dijelova Hrvatske i Bosne i Hercegovine doseljavaju u selo kupujući kuće (Ježovita). Posljednja velika promjena u sastavu stanovništva nastupa devedesetih godina 20. stoljeća, kada oko polovine dotadašnjih stanovnika zamjenjuje svoje stambene objekte s Hrvatima iz srijemskog sela Gibarac.
Nakon gradnje Poganovačko – kravičkog kanala u prvoj polovini 19. stoljeća, koji i danas služi svrsi odvodnje poplavnog područja oko rijeke Vuke, isušuje se djelomično močvarni teren oko sela. 

## Obrazovanje
Od ostalih zgrada u selu svakako valja spomenuti osnovnu školu. Sagrađena je početkom dvadesetih godina kao visoka jednokatna zgrada. Spaljena u Drugom svjetskom ratu, obnovljena je u ponešto pojednostavljenim oblicima nakon njegova završetka. 

## Stanovništvo
| broj stanovnika | 482   | 595   | 820   | 595   | 754   | 688   | 651   | 736   | 317   | 659   | 591   | 492   | 434   | 365   | 295   | 235   | 167   |
|                 | 1857. | 1869. | 1880. | 1890. | 1900. | 1910. | 1921. | 1931. | 1948. | 1953. | 1961. | 1971. | 1981. | 1991. | 2001. | 2011. | 2021. |

Prema prvim rezultatima Popisa stanovništva 2011. u Poganovcima je živjelo 238 stanovnika u 95 kućanstva.

## Kultura
U pojedinim je ulicama u selu još uvijek su dobro sačuvani brojni primjerci autohtone narodne arhitekture. Nažalost izvorni ambijenti, zbog starenja sela, rušenja starih objekata, te gradnje novih i okolini neprilagođenih kuća, brzo nestaju. Od objekata etnografske baštine svakako treba istaknuti drveni ambar kraj kuće Koronsovac.
U selu postoje dvije crkve, stara, pravoslavna, Svetog Ilije, zaštićeni spomenik kulture,  sagrađena je u prvoj polovini 19. stoljeća s izrazito kvalitetnom kupolom zvonika iz 1913. godine. U crkvi su čuvane stare ikone manastirske crkve u Orahovici poklonjene poganovačkoj crkvi nakon postavljanja novog ikonostasa Pavla Simića 1867. godine, sve dok se nije uvidjela njihova vrijednost, nakon čega su, početkom 20. stoljeća, vraćene natrag u manastir. Mjesto ovog ikonostasa tada je postavljen novi, sadašnji, vjerojatno rad zagrebačkog slikara Josipa Kovačevića, zanimljiv primjer akademskog slikarstva s početka stoljeća. Gotovo cijelo vrijeme postojanja selo je spadalo pod upravu pravoslavne parohije u susjednim Budimcima.
Kratko, početkom 19. stoljeća, imalo je vlastitu parohiju kojom je administrirao Poganovčanin Branković. Do 1810. poganovačka je crkva bila posvećena Svetom Duhu, a nakon toga, sve do danas, Svetom Iliji. Blagdan se slavi 2. kolovoza po novom kalendaru kao tradicionalni Kirbaj, crkveni god.
Budimačko – poganovačka parohija pripadala je do 1918. Arhidijecezi sremskoj, potom, kratko, do početka tridesetih godina Požeškoj eparhiji, a od tada do danas Osječkopoljskoj i baranjskoj eparhiji. Matične knjige i parohijska kronika uništene su u požaru budimačke crkve u Drugom svjetskom ratu.
Katolička crkva Svetog Ivana Nepomuka sagrađena je krajem devedesetih godina 20. stoljeća, po projektu našičkog arhitekta.
Katolici Poganovaca do devedesetih su godina bili dio brođanačke župe u sastavu Pečuške (do 1918.), odnosno đakovačke biskupije (od 1918. do danas). Nakon utemeljenje rimokatoličke župe Presvetog Trojstva u Budimcima, Poganovci postaju njezina filijala i pripadaju čepinskom dekanatu Đakovačko-osječke nadbiskupije.

## Šport
- NK Poganovci (3. ŽNL, NS Našice, 2018./19.).

## Ostalo
- Lovačko društvo "Srna" Poganovci

## Vanjske poveznice
|  | Zajednički poslužitelj ima još gradiva o temi Poganovci |